# Sophie et Donald Mac Donald
Sophie et Donald Mac Donald est le 15e album de la série Sophie de Jidéhem, paru en 1980. Il reprend la cinquante-et-unième histoire des aventures de Sophie, publiée pour la première fois dans le journal Spirou en 1979 (no 2154 à no 2174).